# Cyphochilus podicalis
Cyphochilus podicalis är en skalbaggsart som beskrevs av Moser 1908. Cyphochilus podicalis ingår i släktet Cyphochilus och familjen Melolonthidae. Inga underarter finns listade i Catalogue of Life.